# 시오지리슈쿠

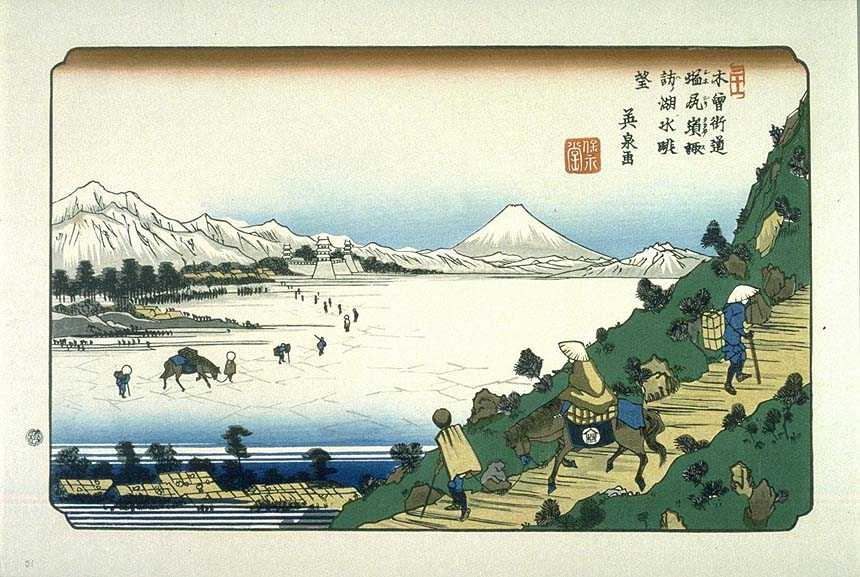
키소 카이도 육십구차 시오지리 (케이사이 에이센 그림)

시오지리슈쿠(일본어: 塩尻宿 しおじりしゅく[*])는 나카센도 육십구차 중 에도에서 세어보면 30번째 슈쿠바이다.

## 개요

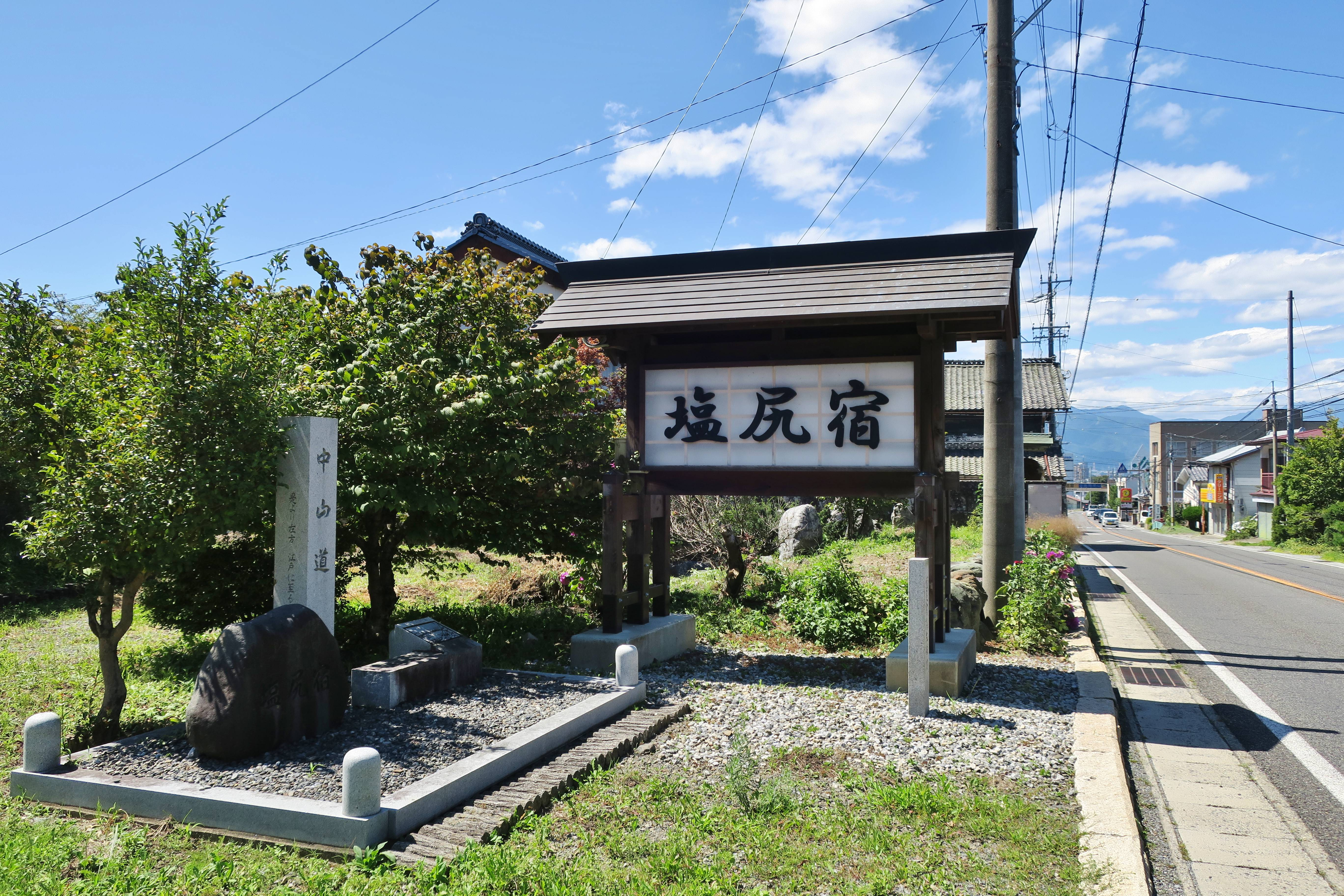
시오지리주쿠 (오른쪽은 국도153호)

현재의 나가노현 시오지리시 중심부 동쪽의 시오지리정에 소재했다.
에이로쿠 6년 (1563년), 타케다씨에 의해 시오지리 고개 서쪽에 전마숙(伝馬宿)으로 정비되었다. 나카센도가 에도 시대 초기인 게이초 연간에 오오쿠보 나가야스에 의해 정비된 당초에는 이 곳을 거치지 않고, 시모스와슈쿠에서 니에카와주쿠로 이어지는 최단 경로였으나, 이 구간이 어려운 구긴이 계속 되는 곳이어서, 나가야스 사후 경로가 변경되어 구 슈쿠바 남쪽에 인접하는 형태로 새롭게 정비되었다.
초기에는 마츠모토번의 관문으로서 번창했다고 여겨지지만, 교호 10년 (1725년) 이후에는 천령이 되어 막부의 시오지리 진야 (5만 3천석, 후에 오와리번 시오지리 토리시마리쇼(取締所)를 거쳐 이나현 시오지리츠보네)가 놓였다. 메이지 15년, 이듬해의 16년의 두번의 대 화재로 마을의 대부분을 소실했기 때문에, 과거의 모습을 간직하고 있는 것은 적지만, 호리우치가 주택 등 귀중한 문화재도 남아있다.
소금의 길이라 불리는 치쿠니 가도, 산슈 (이나, 이이다) 가도의 분기점이기도 해, 미카와국에서는 미나미시오가, 또 에치고국 이토이가와에서는 아즈미노 경유로 키타시오가 운반되었다.

## 특징
슈쿠바 개설 시, 서쪽 끝 빈터에 아레이 신사, 동쪽 끝에 에이후쿠지를 천좌시켰다. 슈쿠바는 마츠모토, 아즈미노, 스와, 이나, 키소 방면 분기점에 있는 교통의 요충지로, 동쪽에서부터 카미마치ㆍ나카마치ㆍ시모마치로 나뉘며, 특히 시오지리 진야가 놓인 나카마치에 도매상, 본진, 여관이 집중되어 있었다.
덴포 14년 (1843년)의 『中山道宿村大概帳』에 의하면, 시오지리슈쿠의 슈쿠 내 집 수는 166채, 그 중 본진 1채, 와키혼진 1채, 여관 75채 (나카센도 육십구차에서 2번째)로 슈쿠 내 인구는 794명이었다. 본진은 카와카미가가 세습했다. 본진 터에는 메이지 13년 (1880년) 6월 24일, 메이지 천황 순행을 기념한 "메이지 천황 시오지리 행재소 비"가 있다.

## 문화
나카센도의 슈쿠바에서는 여행자에 따라 다양한 민요가 전해지며, 시오지리슈쿠의 "시오지리진구(塩尻甚句)"도 그 중 하나이다. 주요 가사는 〈諏訪のおじさん どじょう魚籠提げて 花の塩尻 とぼとぼと〉, 〈行こか塩尻 帰ろか洗馬へ ここが思案の桔梗ヶ原〉 등이다.

## 사적ㆍ볼거리
- 오노가 주택 (중요문화재) : 히라이리 건축 방식. 옛날의 여관
- 혼진 터
- 와키혼진 터
- 호리우치가 주택 (중요문화재) : 츠마이리 건축 방식의 본채 구조. 지붕의 참새 모양이 특징
- 아레이 신사
- 에이후쿠지

세바주쿠까지의 사적ㆍ볼거리
- 오오몬 신사
- 귀총
- 히라이데 이치리즈카
- 히라이데 유적ㆍ시오지리시립 히라이데박물관

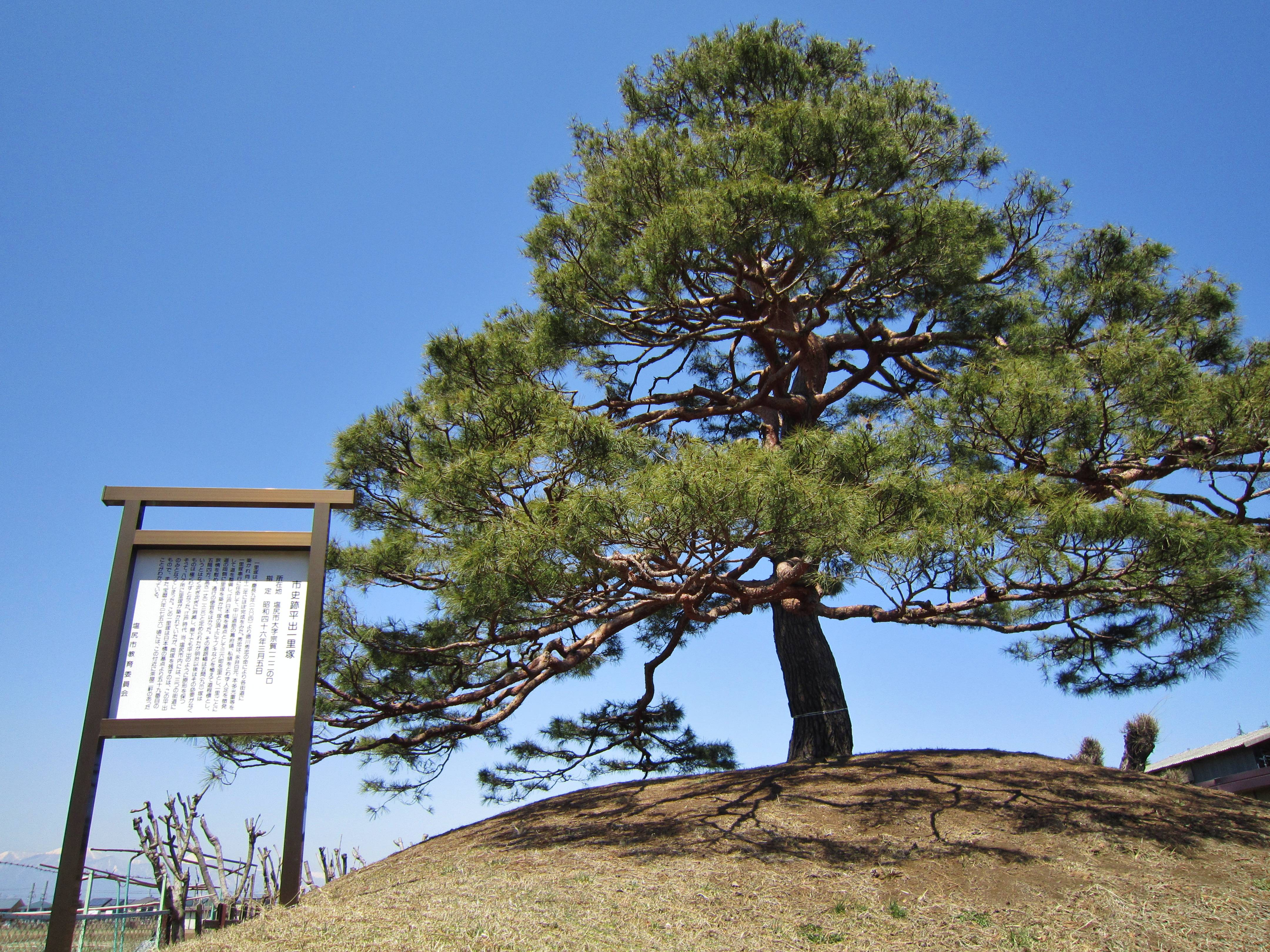
히라이데 이치리즈카. 가도를 사이에 두고 북쪽 (왼쪽)과 남쪽 (오른쪽)의 이치리즈카가 보존되어있다.
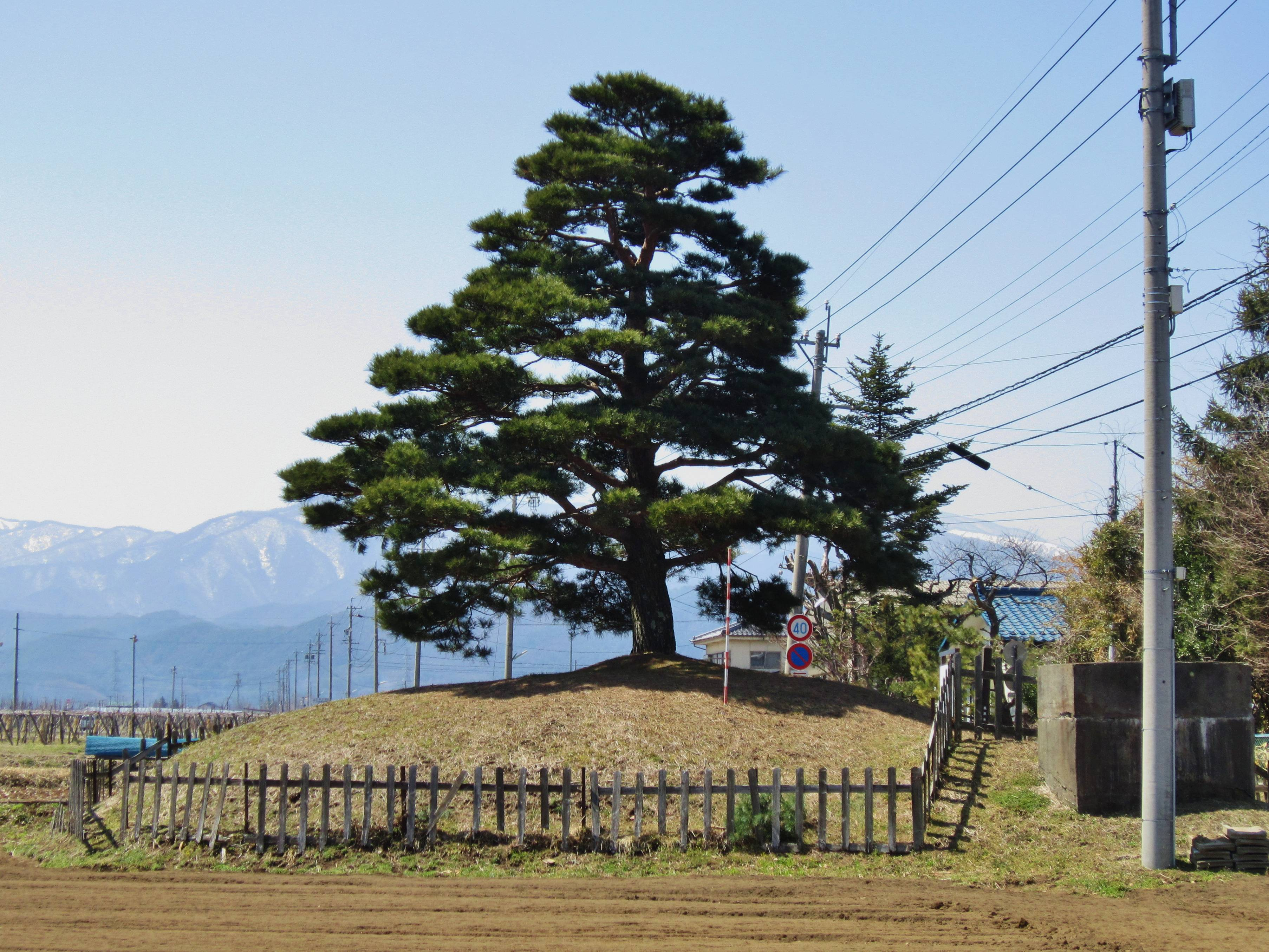
히라이데 이치리즈카. 가도를 사이에 두고 북쪽 (왼쪽)과 남쪽 (오른쪽)의 이치리즈카가 보존되어있다.
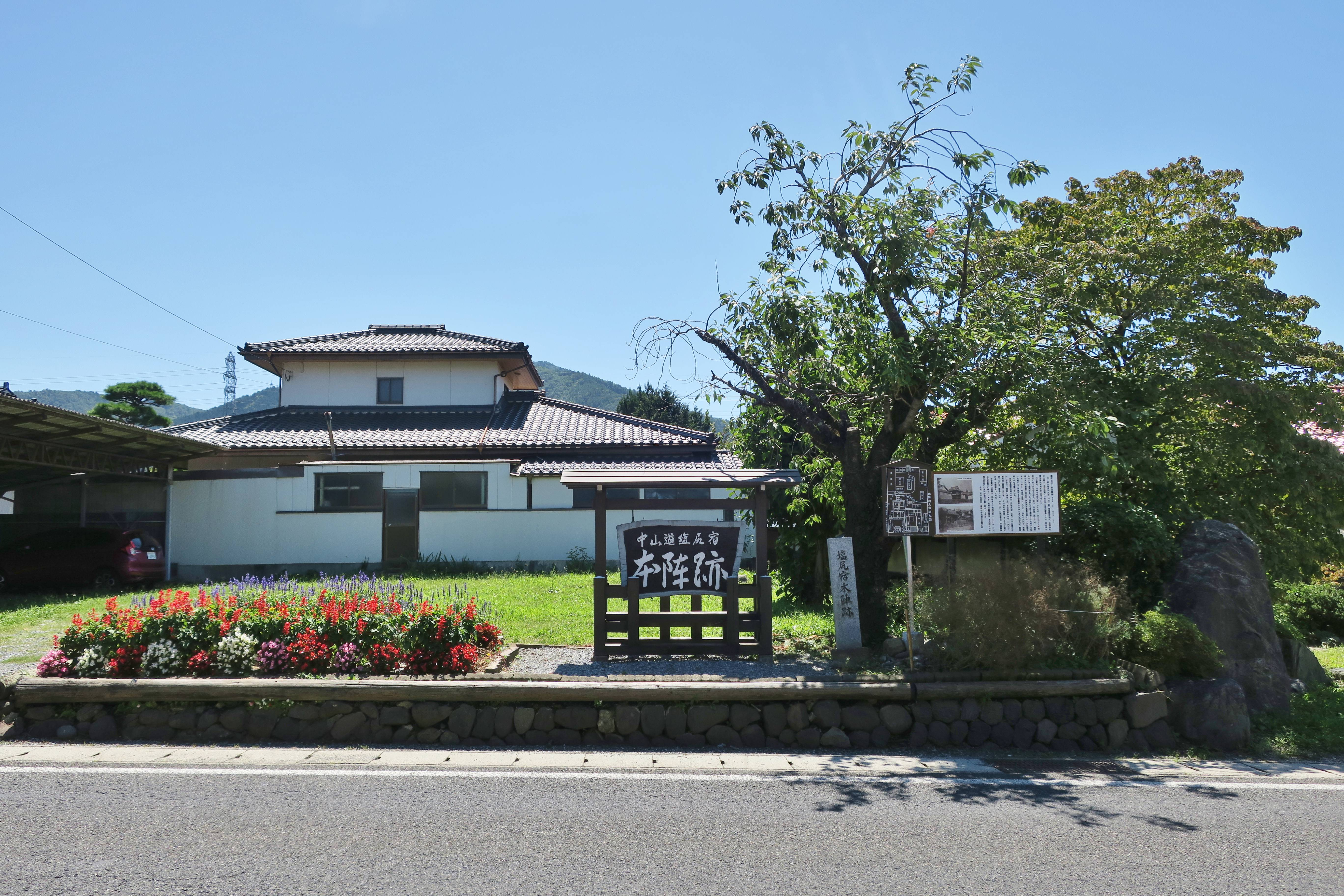
혼진 터
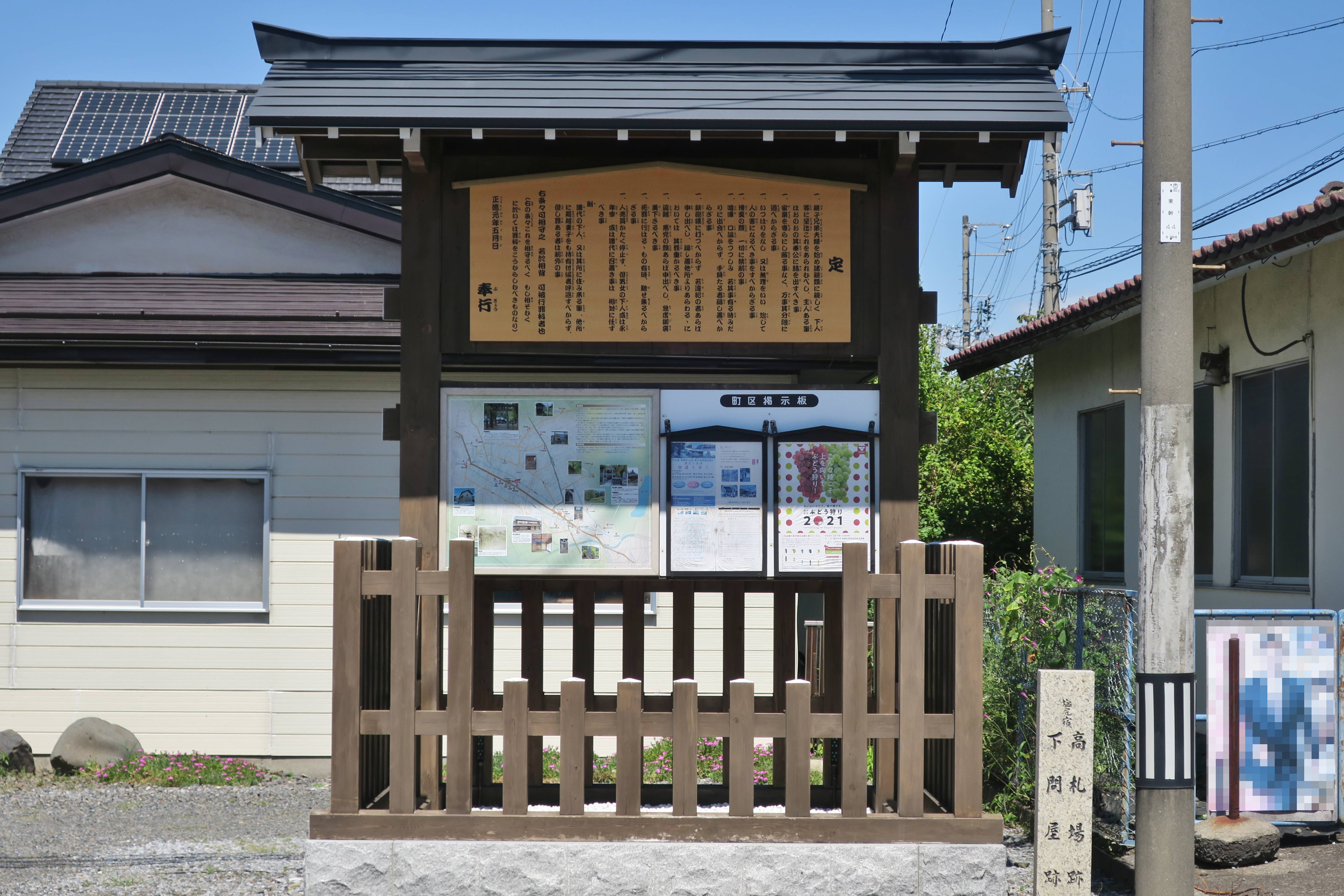
고찰(高札)터ㆍ카몬야 터
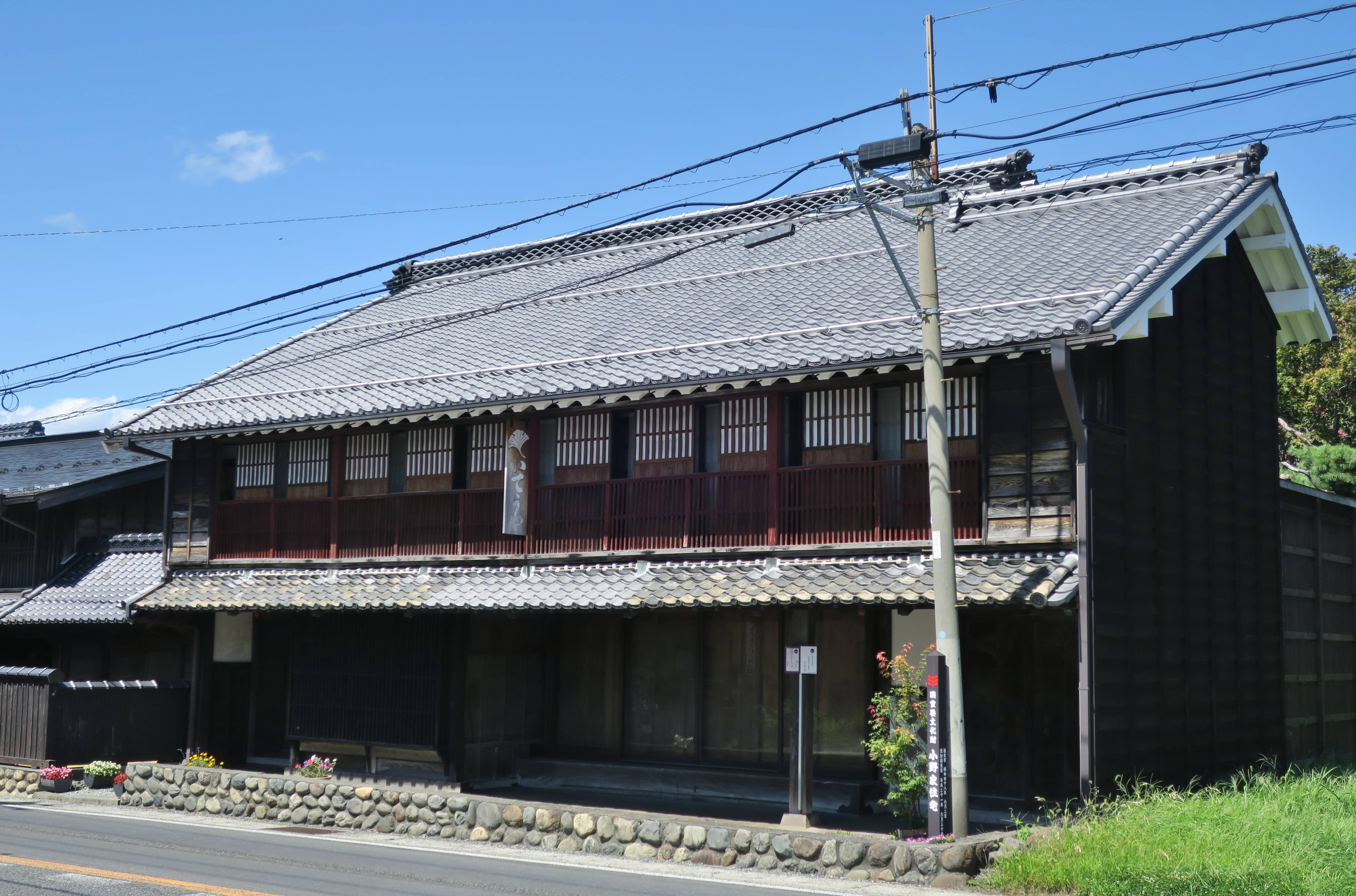
오노가 주택

## 근처 슈쿠바
- 나카센도

시모스와슈쿠 - 시오지리슈쿠 - 세바주쿠
- 산슈 가도

시오지리슈쿠 - 오노주쿠

## 대중교통
- JR츄오 본선 미도리호역
- JR츄오 본선 시노노이선 시오지리역